# 祝大椿故居
31°33′31″N 120°19′04″E / 31.55860°N 120.31791°E
祝大椿故居位于中国江苏省无锡市梁溪区清名桥东侧伯渎港街117号至122号，为近代民族工商业家祝大椿的出生地和故居。

## 沿革
民国初年祝大椿将其改为大椿小学堂，后部分房屋相继作为华新丝厂、王源吉锅厂和无锡压缩机厂，现整修后作为纪念馆对外开放。建筑分为东中西三路，其中中西两路各四进，均为面阔三间、硬山顶，中路为清代旧存；东路两进，为面阔三间、高两层的小转盘楼。
该建筑为无锡较有代表性的民族工商业历史遗存之一，并列入第二批工业遗产保护名录。